# Amphirrhox longifolia
Amphirrhox longifolia är en violväxtart som först beskrevs av A. St.-hil., och fick sitt nu gällande namn av Sprengel. Amphirrhox longifolia ingår i släktet Amphirrhox och familjen violväxter. Inga underarter finns listade i Catalogue of Life.

## Bildgalleri

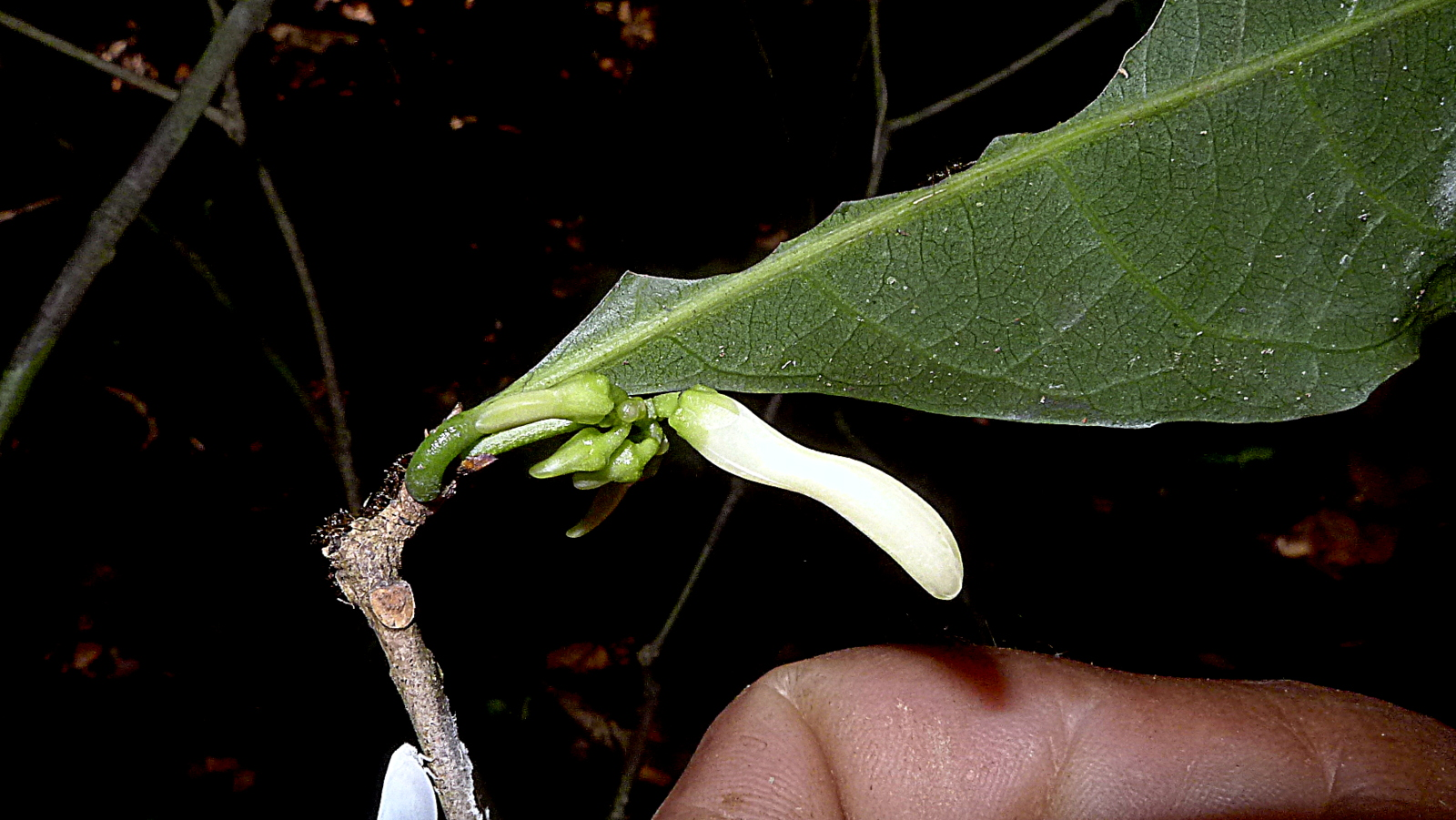
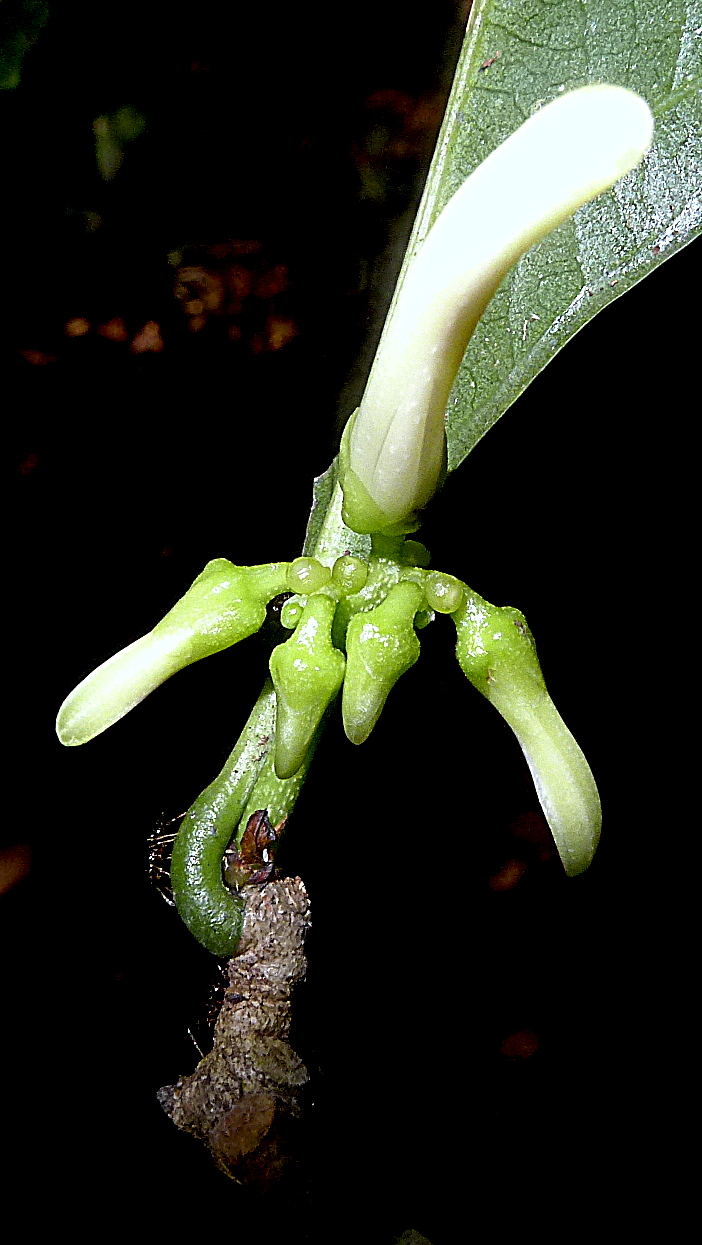
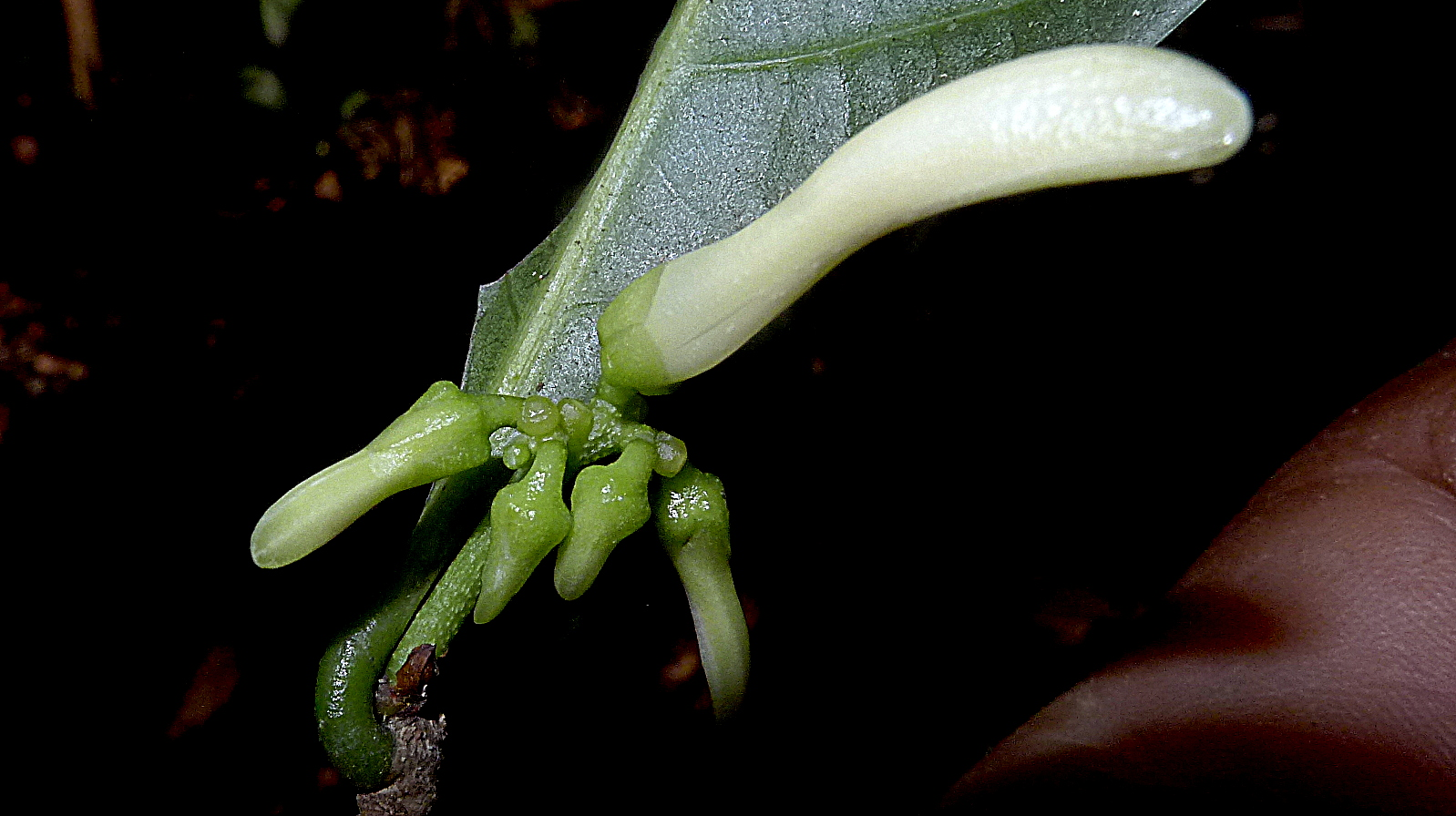
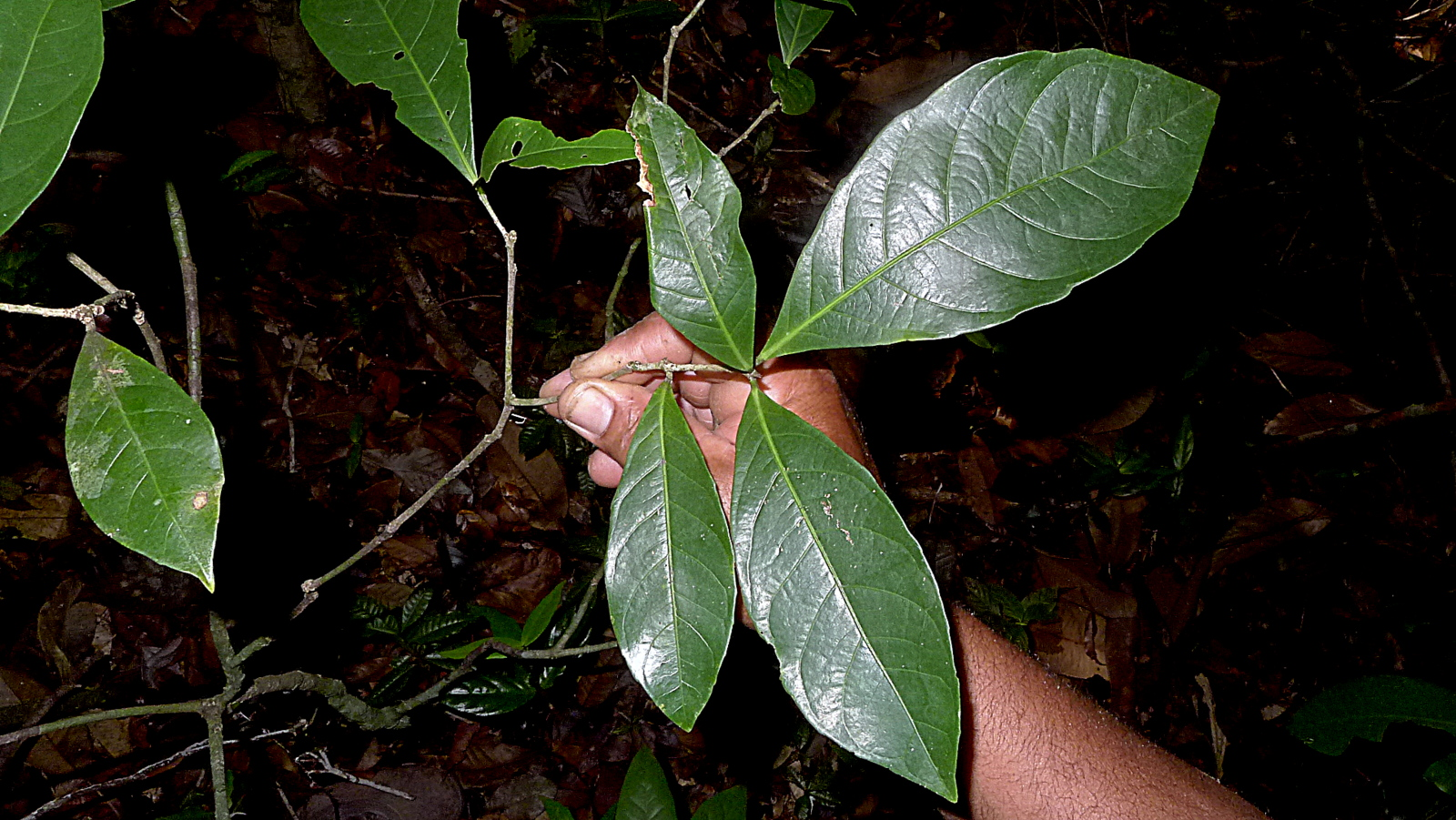